# Чантада
Чантада (на испански: Comarca de Chantada; на галисийски: Chantada) е район (комарка) в Испания, част от провинция Луго на автономната област Галисия. Населението е около 15 600 души.

## Общини в района
- Карбаледо
- Чантада
- Табоада